# Scrophularia peregrina
Scrophularia peregrina — вид рослин родини Ранникові (Scrophulariaceae).

## Опис

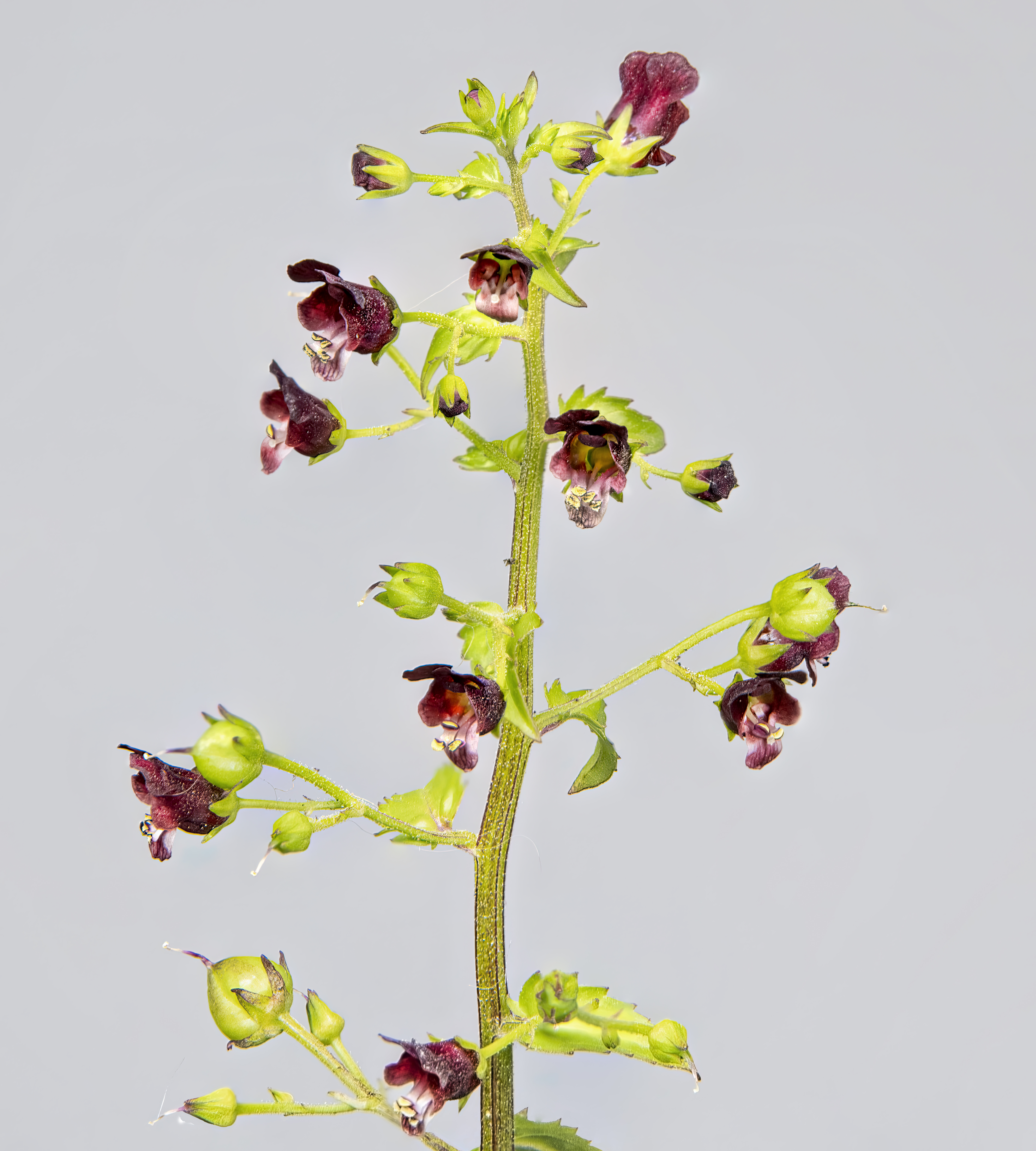
суцвіття

Однорічна гола трав'яниста рослина. Стебла до 90 см, прості або гіллясті. Листя 10(18) × 5(10) см, яйцеподібне, зубчасте, гостре. Суцвіття (3,5)10–40(78) см. Віночок 5–6 мм, червонуватий чи пурпурно-червоний. Капсула 5–7 мм, широко яйцеподібна. Насіння ≈ 1 мм, чорнувате. Квіти та фрукти з березня по червень.

## Поширення
Пд. Європа, пн. Африка, зх. Азія. Населяє тінисті й вологі пасовища, сади й узбіччя, іноді біля підніжжя скелястих утворень, 0–550 м.